# Străminoasa, Bacău
Străminoasa este un sat în comuna Plopana din județul Bacău, Moldova, România.